# Kabupaten de Pidie Jaya
Le kabupaten de Pidie Jaya est un kabupaten de la province d'Aceh, située à la pointe ouest de l'île de Sumatra.
En 2023, sa population était de 163 591 habitants.